# Eupogonius laetus
Eupogonius laetus là một loài bọ cánh cứng trong họ Cerambycidae.